# Being John Malkovich
Being John Malkovich ist eine 1999 produzierte Filmkomödie des Regisseurs Spike Jonze. Das Drehbuch schrieb Charlie Kaufman. Der Film startete am 4. Mai 2000 in den deutschen Kinos.

## Handlung
Craig Schwartz ist ein begabter, aber erfolgloser Puppenspieler. Von seinem Publikum wird er meist nur ignoriert, da seine kopflastigen Darbietungen ebenso melancholisch wie anspruchsvoll sind. Auch die Beziehung mit seiner Frau Lotte verläuft unglücklich. Sie kümmert sich mehr um zahlreiche Tiere, die sie in ihrer Kellerwohnung betreut, als um ihn. Auf Lottes Anregung hin bewirbt er sich um einen Job bei einer Firma im Stockwerk 7½ eines Bürogebäudes in Manhattan. Das Stockwerk ist nur durch einen Notstopp des Fahrstuhls erreichbar und dabei lediglich halb so hoch wie die übrigen Etagen. Alle Angestellten müssen sich daher beim Gehen bücken. Craig bekommt die Stelle und begegnet einer reizvollen Kollegin, Maxine. Bei seinen Annäherungsversuchen behandelt sie ihn herablassend und kühl. Nur mit einer List schafft es Craig, sich mit Maxine zu verabreden.
Kurze Zeit später entdeckt Craig durch Zufall eine kleine Tür hinter einem Aktenschrank, die auf rätselhafte Weise direkt in den Kopf des Schauspielers John Malkovich führt: Durch eine Art Tunnel wird Craig in den Schauspieler regelrecht eingesogen. Er fühlt und sieht wie John Malkovich und nimmt als Beobachter direkt an dessen Leben teil. Der absurde Trip dauert 15 Minuten, danach wird Craig mitten aus dem Nichts neben dem New Jersey Turnpike, einer Autobahn von New York Richtung Süden, wieder hinausgeschleudert.
Maxine beginnt nun, zusammen mit Craig dieses Erlebnis auszubeuten. Sie gründen das Unternehmen J.M. Inc. und verkaufen nächtliche Trips in das Hirn von Malkovich für jeweils 200 Dollar an Leute, die schon immer jemand anderer sein wollten. Auch Lotte findet Gefallen daran, John Malkovich zu sein. Sie hat sich zudem ebenfalls in Maxine verliebt. Maxine wiederum liebt Lotte, aber nur, wenn Lotte gerade in Malkovich steckt. Maxine verabredet sich mehrmals mit Malkovich, um zu bestimmten Zeiten mit Lotte zusammen zu sein. Der eifersüchtige Craig fängt Lotte ab und steckt sie gefesselt in den Käfig ihres Schimpansen, der sie später befreit. Craig steigt selbst in Malkovichs Hirn, um mit Maxine zusammen zu sein. Craig entdeckt, dass er nicht nur Malkovichs Bewegungen wie die seiner Puppen kontrollieren, sondern sich auch dessen Sprache bemächtigen kann.
Malkovich wird daraufhin misstrauisch und folgt Maxine nachts in das Bürogebäude. Er trifft auf eine Reihe von Menschen, die alle er sein möchten. Craig und Maxine müssen zulassen, dass Malkovich durch das Portal in seinen eigenen Kopf kriecht. Hier, in seinem Innern, steht Malkovich nun entgeistert unzähligen Malkovichs gegenüber, die zwar alle verschieden, aber alle auch er sind. Das einzige Wort, das er geschrieben sieht und hört, ist „Malkovich“. Als er an der New Jersey Turnpike wieder herausgeschleudert wird, untersagt er Craig jede weitere Nutzung des Portals. Craig verabredet sich jedoch dennoch in Malkovich mit Maxine und gewinnt durch Training schließlich die ununterbrochene Kontrolle über Malkovich. Maxine ist fasziniert von der Macht, die sie über Craig und damit über Malkovich besitzt. Die beiden heiraten. Craig orientiert Malkovich beruflich neu, er lässt ihn das Schauspielen aufgeben und Puppenspieler werden. In diesem Beruf feiert Craig als John Malkovich endlich jene Erfolge beim Publikum und in den Medien, von denen er in seiner Identität als Craig nur träumen konnte.
Die von Maxine verschmähte Lotte sucht derweil Trost bei Craigs verschrobenem, betagtem Arbeitgeber Dr. Lester, der sie in seinen Plan einweiht: Er will ewig leben und betritt durch das Portal schon seit einer Weile immer neue „Wirtskörper“. Zusammen mit einer Gruppe älterer Menschen will er an Malkovichs 44. Geburtstag in diesen neuen Körper eintreten. Er warnt Lotte davor, das Portal später zu nutzen, da man dann nicht mehr in Malkovich, sondern in einem ganz anderen Bewusstsein lande und dann zudem für immer als ohnmächtiger Beobachter darin gefangen sei. Lotte erzählt ihm, dass Malkovich von Craig gesteuert wird.
Acht Monate später wird die mittlerweile schwangere Maxine von Lester und den alten Leuten entführt. Die Gruppe hält sie in der Nähe des Portals gefangen und verlangt, dass Craig Malkovichs Körper verlässt. Er ist hin- und hergerissen bei der Wahl zwischen seiner Karriere als Puppenspieler und dem Leben von Maxine. Währenddessen konfrontiert und bedroht die immer noch enttäuschte Lotte Maxine, die durch das Portal in Malkovich flieht. Lotte folgt ihr. Da Craig Malkovichs Bewusstsein besetzt hält, stolpern die beiden in einer wilden Verfolgungsjagd durch verdrängte Erinnerungen in Malkovichs Unterbewusstsein. Als beide Frauen Malkovichs Körper wieder verlassen, gesteht Maxine Lotte, sie habe ihr Kind nur behalten wollen, weil es von Lotte in Malkovich sei. Die beiden stellen fest, dass sie einander tatsächlich lieben, und sie fahren zusammen weg, gerade als Craig Malkovichs Körper doch verlässt, um Maxine zu retten. Verzweifelt schaut er ihnen hinterher. Malkovichs wiedergewonnene Freiheit von fremdem Bewusstsein in sich währt allerdings nur kurz, da jetzt die Gruppe älterer Menschen das Portal betritt und die Kontrolle über ihn übernimmt.
Sieben Jahre später stellt der mittlerweile von Craigs Ex-Arbeitgeber kontrollierte Malkovich seinem Freund Charlie Sheen den nächsten Wirt vor: die Tochter von Maxine und Lotte in Malkovich.
In einer letzten idyllischen Szene von Maxine, Lotte und ihrer Tochter Emily wird durch das Voice over klar, dass Craig das Portal nach den älteren Menschen erneut betreten hat und jetzt für immer im Bewusstsein des kleinen Mädchens gefangen ist.

## Hintergründe
Der Film wurde in Los Angeles, in Long Beach (Kalifornien) und in New Jersey gedreht. Seine Produktionskosten wurden auf 13 Millionen US-Dollar geschätzt.
Kaufman äußerte 2008 in einem Interview, dass er das Drehbuch schrieb, ohne zu wissen, wer Regisseur Spike Jonze (zu diesem Zeitpunkt berühmt für seine verschiedenen Regie- und Produzentenarbeiten von Musikvideos) war. Anscheinend war ihm zu Beginn auch von John Malkovich angeboten worden, dass er (Malkovich) bei diesem Film Regie führen würde, wenn jemand anderer Thema des Films werden würde.
Die nächste Zusammenarbeit von Spike Jonze und Charlie Kaufman in der Konstellation Regie/Drehbuch fand bei dem skurrilen, 2002 erschienenen Filmdrama Adaption statt. Nicolas Cage spielt darin die Hauptfigur namens Charlie Kaufmann, die zu Beginn des Films kurz bei den (nachgestellten) Dreharbeiten von Being John Malkovich gezeigt wird.

## Rezeption

### Kinoauswertung
Der Film spielte in den USA rund 23 Millionen Dollar ein und erreichte rund 4,4 Millionen Kinobesucher. In Europa wurden insgesamt rund 2,6 Millionen Kinobesucher gezählt. Am erfolgreichsten lief er in Frankreich, wo rund 750.000 Personen den Film sahen, auf Rang 2 kam Deutschland mit 420.000 Kinobesuchern, gefolgt von Großbritannien mit 400.000 und dem vergleichsweise kleinen Österreich mit überraschenden 310.000 Kinobesuchern. In der Schweiz erreichte der Film rund 60.000 Kinobesucher.

### Kritiken
Kenneth Turan schrieb in der Los Angeles Times vom 29. Oktober 1999, der Film sei eine „kluge, herausragende und schrullige Fantasie“, die „einzigartig, unvorhersehbar und mehr als ein wenig seltsam“ sei. Er stelle „auf geniale Weise“ philosophische Fragen über Realität und Identität. John Cusack, Cameron Diaz und Catherine Keener würden anders als in jedem anderen ihrer Filme aussehen und Energie, Wagemut sowie Begeisterung für das Ungewöhnliche aufbringen. Das Talent des Regisseurs ermögliche es, die hochgradig ungewöhnliche Handlung so zu handhaben, als ob es dabei um völlig normale Situationen ginge.
Das Lexikon des internationalen Films schrieb: „Eine vor Fantasie überbordende Komödie, die zwar gelegentlich dazu neigt, den Bogen zu überspannen, letztlich aber durch Ideenreichtum, geschliffene Dialoge und eine wunderbare, spielfreudige Besetzung überzeugt.“
Die Kritikerin Joanna Berry schreibt in ihrer Kritik, Regisseur Jonze verwandle eines der irrsten Drehbücher in einen „der einfallsreichsten Hollywoodfilme der letzten Jahre.“ Sie würdigt dabei insbesondere die Leistung der vier Hauptdarsteller, die Regisseur Jonze „hinreißend besetzt“ habe. Dabei verblüffe der Regisseur bei jeder Wendung dieser subversiven und komischen Geschichte. Insgesamt schließt sie mit dem Urteil „Wunderbar flippig, absolut hinreißend.“

## Auszeichnungen
Spike Jonze, Charlie Kaufman und Catherine Keener wurden im Jahr 2000 für den Oscar nominiert. Der Film als Bester Film – Komödie oder Musical, Cameron Diaz, Catherine Keener und Charlie Kaufman wurden 2000 für den Golden Globe Award nominiert. Spike Jonze wurde 2000 für den César nominiert. Charlie Kaufman erhielt 2000 den BAFTA Award, für den auch Cameron Diaz und der Filmeditor Eric Zumbrunnen nominiert waren.
Der Film sowie Charlie Kaufman gewannen im Jahr 2000 den Independent Spirit Award. John Cusack wurde für den Independent Spirit Award nominiert. Der Film und Charlie Kaufman gewannen 2000 den Saturn Award, Catherine Keener wurde für denselben Preis nominiert. Der Film und Catherine Keener gewannen 2000 den Golden Satellite Award, für den zudem Cameron Diaz und Charlie Kaufman nominiert waren.
Das Schauspielerensemble, Cameron Diaz und Catherine Keener wurden im Jahr 2000 für den Screen Actors Guild Award nominiert. Der Film gewann 2000 den GLAAD Media Award. John Malkovich gewann 2000 den American Comedy Award, für den der Film und Cameron Diaz ebenfalls nominiert wurden. Cameron Diaz wurde im Jahr 2000 zudem für den Teen Choice Award nominiert. Spike Jonze erhielt 2000 den MTV Movie Award.
Spike Jonze, Charlie Kaufman und Catherine Keener erhielten im Jahr 2000 den Online Film Critics Society Award. Zu den sechs weiteren Nominierten für diesen Preis gehörten John Malkovich, Cameron Diaz und der Film selbst als Bester Film. Der Film als Bester Film und Charlie Kaufman gewannen 2000 auch den National Society of Film Critics Award. Spike Jonze, Charlie Kaufman und Catherine Keener gewannen 2000 den Chlotrudis Award. Charlie Kaufman wurde 2000 für den Writers Guild of America Award nominiert.
Spike Jonze, John Malkovich und Catherine Keener erhielten 1999 den New York Film Critics Circle Award. Charlie Kaufman erhielt im selben Jahr den Los Angeles Film Critics Association Award, den Toronto Film Critics Association Award sowie den San Diego Film Critics Society Award und im Jahr 2000 den Santa Fe Film Critics Circle Award. Spike Jonze, Charlie Kaufman und Eric Zumbrunnen erhielten 2000 den Las Vegas Film Critics Society Award (Sierra Award); zu den fünf weiteren Nominierungen für denselben Preis gehörten die Nominierung für John Malkovich, Cameron Diaz und Catherine Keener. Spike Jonze, Charlie Kaufman und der Film als Film des Jahres gewannen 2001 den London Critics Circle Film Award, für den auch John Cusack nominiert war.
Spike Jonze wurde im Jahr 2001 für den Empire Award und für den Bodil nominiert, Charlie Kaufman im selben Jahr für den Nebula Award.